# Ковшов, Юрий Александрович
Ю́рий Александрович Ковшо́в (род. 5 сентября 1951, Кушка, Марыйская область) — советский и украинский спортсмен-конник. Чемпион XXII летних Олимпийских игр в командном зачёте по выездке и серебряный призёр в личном зачёте. Заслуженный мастер спорта СССР (1980)

## Биография
Родился в 1951 году в городе Кушка Туркменской ССР в семье военнослужащего.
Конным спортом начал заниматься в 1965 году в конноспортивной школе ДСО «Спартак» (Ташкент).
В 1979 году окончил Узбекский ГИФК. С 1980 года работал инструктором по конному спорту в Государственном комитете по физкультуре и спорту Украины. В чемпионатах страны начал участвовать в 1974 году, в сборную СССР по выездке входил с 1976 года. Тренировался под руководством своего отца — Александра Ковшова
Чемпион XXII летних Олимпийских игр в командном зачёте по выездке и серебряный призёр в личном зачёте (1980), участник летних Олимпийских игр 1988 (4-е место в командных соревнованиях), неоднократный призёр международных соревнований, восьмикратный чемпион СССР (1980—1986), неоднократный призёр всесоюзных соревнований по выездке. Серебряный призёр чемпионата Европы 1991 года.
Награждён двумя орденами «Знак Почета» (1980, 1984).
В 2006 году принимал участие во Всемирных играх по конному спорту в составе сборной Украины (62-е место в индивидуальной выездке).
Выступал за «Спартак» (Ташкент), в 1988 году — за ВДФСО профсоюзов (Киев).